# Grant Fuhr

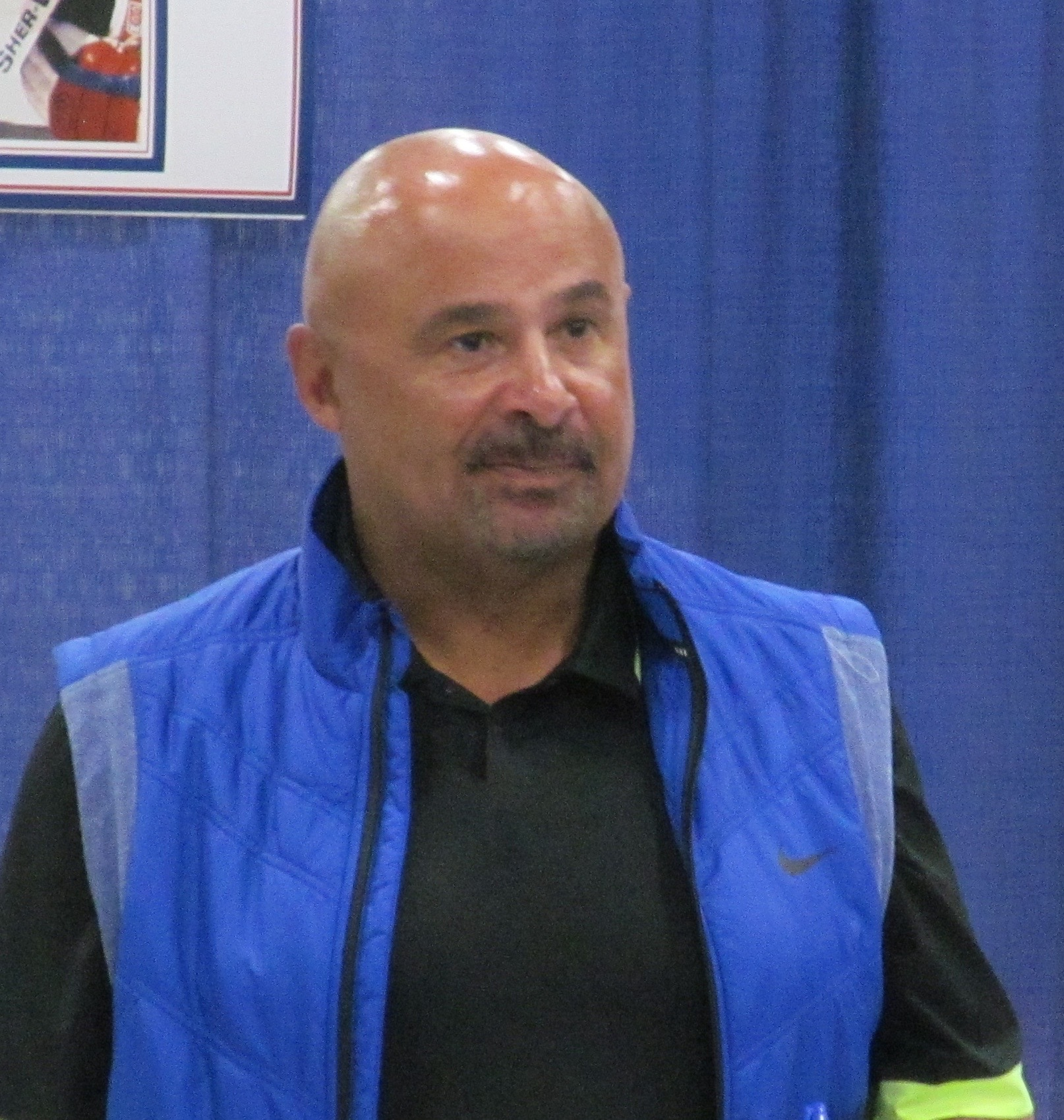
Grant Fuhr (2015).

Grant S. Fuhr (nacido el 28 de septiembre de 1962) es un portero profesional de hockey sobre hielo canadiense retirado. Jugó en la Liga Nacional de Hockey. En 2003, fue agregado al Salón de la Fama del Hockey. Nacido de padres birraciales, Fuhr fue adoptado como un bebé y criado en Spruce Grove, Alberta.

## Premios
- Nombrado al Segundo Equipo Estrella de la NHL en 1982
- Nombrado al primer equipo de estrellas de la NHL en 1988
- Ganó el Trofeo Vezina en 1988
- Ganó el Trofeo William M. Jennings en 1994 (compartido con Dominik Hašek)
- Participó en el All-Star Game de la NHL en 1982, 1984, 1985, 1986 (MVP), 1988, 1989
- En 1997, fue clasificado como el número 70 en la lista de los 100 mejores jugadores de hockey de The Hockey News.

## Otros sitios web
- Clases particulares en Legends of Hockey.com

- Datos: Q1354283
- Multimedia: Grant Fuhr / Q1354283